# خطافة الناموس
جنس خطافة الناموس هو عبارة عن مجموعة صغيرة من الطيور الآكلة للحشرات التي تنتمي لعائلة عصافير الملك، الهوازج. يأتي اسم الجنس إمبيدوناكس من المصطلحين اليونانيين القديمين «إمبيس» "الناموس"، و«أنداناكس»، «خاطف».
معظم طيور هذا الجنس متشابهة جداً فيما بعضها في ريشها: لونه زيتوني على أجزاءه العليا وفاتح أكثر في السفلية، حلقات العين ووسط الأجنحة كذلك لهم نفس اللون. يتم تحديد مدة موسم التعشيش عن طريق الأفراد، الموطن والأصوات كذلك؛ في حالات أخرى، لا سيما في وقت الهجرة في فصل الشتاء، فإنه قد لا يكون من الممكن أن تحديد مكان وزمن للعملية.

## الأنواع
- Yellow-bellied flycatcher, Empidonax flaviventris
- Acadian flycatcher, Empidonax virescens
- Alder flycatcher, Empidonax alnorum
- Willow flycatcher, Empidonax traillii
- White-throated flycatcher, Empidonax albigularis
- Least flycatcher, Empidonax minimus
- Hammond's flycatcher, Empidonax hammondii
- American grey flycatcher, Empidonax wrightii
- American dusky flycatcher, Empidonax oberholseri
- Pine flycatcher, Empidonax affinis
- Pacific-slope flycatcher, Empidonax difficilis
- Cordilleran flycatcher, Empidonax occidentalis
- Yellowish flycatcher, Empidonax flavescens
- Buff-breasted flycatcher, Empidonax fulvifrons
- Black-capped flycatcher, Empidonax atriceps